# Kim Min-jae
Detta är ett koreanskt namn; familjenamnet är Kim.
Kim Min-jae, född den 3 januari 1973, är en sydkoreansk före detta basebollspelare som tog guld för Sydkorea vid olympiska sommarspelen 2008 i Peking.
Kim representerade även Sydkorea vid World Baseball Classic 2006, när Sydkorea kom trea. Han spelade fyra matcher och hade tre hits på elva at bats.